# Komm doch mal rüber
Komm doch mal rüber är debutalbumet från den österrikiska sångerskan Nadine Beiler. Det släpptes den 25 maj 2007. Två singlar släpptes från albumet innan det kom ut.

## Låtlista
1. Ich Will Dich - 3:55
2. Um Die Welt - 3:59
3. Wie Ein Bild - 3:42
4. Zeig Mir Wie's Geht - 4:28
5. Was wir sind - 3:22
6. Sag Meinen Namen - 2:59
7. Komm Doch Mal Rüber - 4:05
8. Zählt Nicht - 3:05
9. Erste Nacht - 4:02
10. Alles was du willst - 3:27
11. Meer Sehen - 3:10
12. Nua Do - 3:10

## Listplaceringar
| Lista (2007) | Topplacering |
| ------------ | ------------ |
| Österrike    | 4            |